# Apache Commons
Apache Commons — проект фонда Apache Software Foundation (далее ASF), имеющий своей целью разработку и поддержку открытого программного обеспечения повторного использования на языке Java, то есть библиотек Java. В более узком смысле Apache Commons — это «большая коллекция маленьких Java-утилит». Apache Commons ранее являлся частью проекта Jakarta Project и носил название «Jakarta Commons». Apache Commons содержит набор библиотек утилит Java самого разного назначения, доступных по лицензии Apache License, и использующихся во многих других проектах с открытым исходным кодом. Утилиты проекта Apache Commons лежат в основе таких проектов как Apache Tomcat, Struts, Hibernate и др. По мнению Гейра Магнуссона Джуниора (англ. Geir Magnusson Jr), члена совета директоров ASF, бывшего техническим директором и лидером в таких компаниях как 10gen, Joost, Adeptra, Bloomberg и Intel, Apache Commons стал «местом, где программисты на языке Java в первую очередь ищут помощи, чтобы решить общие проблемы серверного и клиентского программирования».

## Цели проекта
Согласно уставу проекта, проект должен «создавать и поддерживать пакеты, написанные на языке Java, предназначенные для использования в разработке серверных приложений, и спроектированные таким образом, чтобы их можно было использовать независимо в любом более крупном продукте или фреймворке. Каждый пакет будет поддерживаться таким же образом, как и сам продукт Jakarta» (англ. "The subproject shall create and maintain packages written in the Java language, intended for use in server-related development, and designed to be used independently of any larger product or framework. Each package will be managed in the same manner as a larger Jakarta product.").

## История
История Apache Commons восходит к 1999 году, когда, в июне, была зарегистрирована ранее известная под названием «Apache Group» некоммерческая организация Apache Software Foundation (далее ASF). Основным проектом, поддерживаемым фондом, был Apache HTTPD Web Server, созданный между 1995 и 1999 гг. Одним из проектов Apache Software Foundation стал Jakarta Project (проект Jakarta), который являлся результатом сотрудничества компаний Sun Microsystems, IBM, Oracle и сообщества разработчиков веб-сервера (Apache HTTP Server). В начале 2001 года, в ходе работы в разных подпроектах проекта Jakarta, было замечено, что они часто реализовывают одну и ту же функциональность, а иногда копируют её друг у друга. Было накоплено множество полезного кода, который тем не менее было проблематично найти пользователям в виде простого отдельного пакета (библиотеки). После обсуждения данных проблем было решено создать проект Jakarta Commons, в котором начали активно создавать компоненты на Java, в основном на основе уже существующего кода. 19 марта 2001 Комитет проект-менеджмента Jakarta утвердил устав проекта, в котором оговаривались основные правила и условия работы в проекте. Согласно уставу, первые пакеты были основаны на существующей кодовой базе ASF, включая код работающий с источниками данных и пулами баз данных, с конфигурирациями XML, ресурсами сообщений, интернационализацией, JNDI и именованием, тестовыми наборами. Первым пакетом, вошедшим в состав Commons, был пакет Database Connection Pool. В период 2001—2005 был разработан основной набор библиотек, ставший базисом для Apache Commons. К 2003 секция proper уже содержала 21 компонент, к 2004 — 28 компонентов, а к 2005 — 29 компонентов. 19 мая 2004 была утверждена новая версия устава, с поправками в старый вариант. В первом составе проекта Commons было 10 участников с правом внесения изменений, к 2004 году их было уже более 80. 20 июня 2007 Apache Board (Совет Apache) по результатам анонимного голосования выделил проект Commons из состава проекта Jakarta, после чего Commons стал проектом верхнего уровня в иерархии Apache (то есть отдельным независимым проектом) и стал называться Apache Commons. К концу 2012 года в proper уже было 43 активных компонента.

## Структура
В иерархии проектов Apache Software Foundation Apache Commons является проектом «верхнего уровня». В свою очередь, Commons разбивается на множество проектов «второго уровня». Каждый проект второго уровня имеет свой сайт, каталог в общем репозитории исходного кода, каталог в общей системе отслеживания ошибок и имеет своей целью разработку одного одноимённого компонента (библиотеки) Java. Активные проекты имеют несколько постоянных участников, неактивные проекты могут вообще не иметь постоянных участников. Компоненты представляют собой JAR файлы, как правило не превышающие по объёму 1 Мб. Подпроекты Commons делятся на 3 секции: proper (корректные), sandbox (песочница) и dormant (спящие). Секция proper — основная секция проектов, которая на октябрь 2012 года включала 43 проекта. Компоненты секции proper поддерживаются в рабочем состоянии, и обновляются, сохраняя свои интерфейсы насколько возможно неизменными, чтобы не создавать проблемы существующим пользователям. Секция sandbox предназначена для создания новых проектов и подготовки их к включению в секцию proper или в другие проекты apache. В октябре 2012 года секция sandbox включала 16 проектов. Доступ для внесения изменений в проекты этой секции открыт для всех зарегистрированных участников Apache. В секцию Dormant переводят старые проекты, в которых была замечена слишком низкая активность по внесениям изменений, или полное отсутствие активности, и которые ASF не планирует в будущем обновлять (выпускать новые версии). К концу 2012 года туда было включено 15 проектов.

## Компоненты
Пояснения к таблице:
- proper — компоненты секции proper (корректные), «зрелые» компоненты, то есть активные и обновляемые, API которых стабилизирован;
- sandbox — компоненты секции sandbox (песочница), «сырые» компоненты, то есть находящиеся в стадии разработки и тестирования;
- dormant — компоненты секции dormant (спящие), то есть устаревшие и необновляемые, релизов по данным компонентам не планируется;
- Первый релиз — дата первого официального релиза или первого стабильного релиза, как правило версии 1.0, библиотеки как отдельного компонента (альфа-релизы, dev-релизы, релиз-кандидаты, pre-релизы, релизы в составе других компонентов и релизы вне Apache/Jakarta Commons не учитываются)
- таблица отражает состояние на декабрь 2012

| Название           | Сайт | Статус  | Первый релиз       | Описание |
| ------------------ | ---- | ------- | ------------------ | --- |
| Attributes         |      | proper  | 2004-08-15, v2.1   | Поддержка атрибутов в стиле C#/.Net |
| BCEL               |      | proper  | 2001-12-12, v5.0   | Byte Code Engineering Library. Манипуляция java-классами |
| BeanUtils          |      | proper  | 2001-07-14, v1.0   | Удобные для использования обертки над пакетами java.lang.reflect и java.beans (API для отражения и самодиагностики) |
| Betwixt            |      | proper  | 2004-07-03, v0.5   | Связывание JavaBeans с XML-документами |
| BSF                |      | proper  | 2006-10-06, v2.4.0 | Bean Scripting Framework. Интерфейс для скриптовых языков |
| Chain              |      | proper  | 2004-12-09, v1.0   | Реализация паттерна Цепочка обязанностей |
| CLI                |      | proper  | 2002-11-06, v1.0   | Command Line Interface. Парсер аргументов командной строки |
| Codec              |      | proper  | 2003-05-11, v1.1   | Кодирование и декодирование алгоритмов, таких как Base64, Hex, Phonetic; и URL. |
| Collections        |      | proper  | 2002-04-05, v2.0   | Расширение и дополнение Java Collections Framework. |
| Compress           |      | proper  | 2010-08-24, v1.1   | API для работы с файлами ar, cpio, Unix dump, tar, zip, gzip, XZ, Pack200 и bzip2. |
| Configuration      |      | proper  | 2004-10-11, v1.0   | Чтение файлов конфигурации и настроек различных форматов |
| CSV                |      | proper  | планируется v1.0   | Чтение и запись файлов табличных данных формата CSV (от англ. Comma-Separated Values — значения, разделенные запятыми). |
| Daemon             |      | proper  | 2004-01-13, v1.0   | API для создания сервисов на платформе WIN32 и демонов на платформе UNIX |
| DBCP               |      | proper  | 2002-08-12, v1.0   | Database connection pooling services. Создание пула соединений к базе данных, в котором каждое соединение может последовательно обслуживать множество клиентов. |
| DbUtils            |      | proper  | 2003-11-11, v1.0   | Обёртка над пакетом Java JDBC для упрощения кода. |
| Digester           |      | proper  | 2002-01-12, v1.2   | Обработка файлов конфигурации формата xml, построение дерева объектов на основе структуры xml. Надстройка над парсером xml SAX. |
| Discovery          |      | proper  | 2006-12-03, v0.4   | Обнаружение реализаций для подключаемых интерфейсов (то есть нахождение классов по заданному Java-интерфейсу). |
| EL                 |      | proper  | 2003-06-20, v1.0   | Интерпретатор JSP 2.0 Expression Language (Язык Выражений). |
| Email              |      | proper  | 2005-09-27, v1.0   | API для отправки электронной почты. |
| Exec               |      | proper  | 2009-03-26, v1.0   | Исполнение внешних процессов из приложения Java и работа с переменными окружения. |
| FileUpload         |      | proper  | 2003-06-24, v1.0   | Пересылка файлов на сервер через веб-приложение, парсинг HTTP-заголовков, соответствующих RFC 1867. |
| Functor            |      | proper  | нет                | Объект-функция, для использования в паттернах Посетитель, Стратегия, Цепочка обязанностей и др. В сентябре 2005 был переведен в Dormant, а в сентябре 2011 переведен в Proper. |
| Imaging (Sanselan) |      | proper  | нет                | Библиотека для работы с изображениями |
| IO                 |      | proper  | 2004-05-13, v1.0   | Утилиты ввода-вывода |
| JCI                |      | proper  | 2007-06-18, v1.0   | Java Compiler Interface. Интерфейс компилятора Java. Используется для компилирования Java из Java-приложений. |
| JCS                |      | proper  | 2007-06-05, v1.3   | Java Caching System. Кэширование данных различной природы для ускорения приложений. |
| Jelly              |      | proper  | 2005-06-16, v1.0   | Скриптовый механизм, основанный на XML. Превращение XML в исполняемый код. |
| Jexl               |      | proper  | 2004-09-07, v1.0   | Java Expression Language. Язык выражений, расширяющий язык JSTL. Синтаксис похож на ECMAScript и shell-script. |
| JXPath             |      | proper  | 2002-06-25, v1.0   | Интерпретатор языка выражений XPath. Манипулирование классами JavaBeans. |
| Lang               |      | proper  | 2002-10-04, v1.0   | Дополнительная функциональность, расширяющая java.lang |
| Launcher           |      | proper  | 2004-08-22 v1.1    | Кроссплатформенный стартер приложений |
| Logging            |      | proper  | 2002-08-13, v1.0.1 | Обёртка над множеством реализаций логирования. Тонкий мост между приложением и библиотекой логирования. |
| Math               |      | proper  | 2004-12-09, v1.0   | Математические и статистические функции |
| Modeler            |      | proper  | 2002-04-30, v1.0   | Создание Model MBeans, совместимых с JMX |
| Net                |      | proper  | 2003-02-23, v1.0   | Реализации различных Интернет-протоколов (на клиентской стороне) |
| OGNL               |      | proper  | 2011-09-22, v4.0   | Object-Graph Navigation Language. Язык навигации по графу объектов. Установка и получение свойств Java-объектов. Более мощная альтернатива для BeanUtils и EL/JSTL. |
| Pool               |      | proper  | 2002-05-04, v1.0   | API для создания пулов объектов |
| Primitives         |      | proper  | 2003-11-05, v1.0   | Работа с простыми типами данных и коллекциями. |
| Proxy              |      | proper  | 2008-03-06, v1.0   | Создание динамических прокси |
| RNG                |      | proper  |                    | Генераторы случайных чисел |
| SCXML              |      | proper  | 2006-07-28, v0.5   | State Chart XML. Машина состояний (конечный автомат), определённая документом SCXML. |
| Transaction        |      | proper  | 2004-12-15, v1.0   | Многоуровневые блокировки, транзакционные коллекции, транзакционный доступ к файлам |
| Validator          |      | proper  | 2002-11-01, v1.0   | Фреймворк для проверки правильности данных с возможностью указания правил в XML-файле |
| VFS                |      | proper  | 2006-12-30, v1.0   | Virtual File System. Виртуальная файловая система, обращающаяся с обычными файлами, FTP, SMB, ZIP и т. п. как с единой логической файловой системой |
| benchmark          | нет  | dormant | нет                | Тестирование производительности Java-кода (с возможностью включения/выключения во время исполнения). Не получил развития из-за существования достойных аналогов. Переведен в dormant в декабре 2005, пролежав в sandbox меньше года. |
| Cache              |      | dormant | нет                | Кэширование объектов. API для хранения/извлечения объектов на основе ключа. Не получил развития, так как был вытеснен компонентами Stratum, JCS, EHCache и др., и кроме того зачастую может быть замещён классом LRUMap из Commons Collections. Переведен в dormant в сентябре 2005. |
| Clazz              |      | dormant | нет                | Расширенный вариант java.lang.Class, который позволяет изменять определение класса во время исполнения. Предназначен для обработки Java-бинов в JDK при работе с классами List и Map и предоставляет альтернативу java.beans.Introspector. Переведен в dormant в сентябре 2005. |
| Codec-multipart    | нет  | dormant | нет                | Полезен для веб-браузера, написанного на Java. Позволяет закодировать набор файлов и пары имя/значение в формате multipart/form-data (по протоколу, описанному в RFC2388 ). Переведен в dormant в сентябре 2005, пролежав в Sandbox полтора года. |
| Combo              | нет  | dormant | нет                | Commons Combo, он же Commons Core. Проект, который так и не вышел за рамки обсуждения, начатого в августе 2003. Предполагалось, что это будет сборка нескольких часто используемых компонентов Commons в один общий пакет JAR, или инструмент для создания такой сборки самим пользователем. В январе 2006 переведен в dormant. |
| Contract           |      | dormant | нет                | API для контрактного программирования в Java. Переведен в dormant в декабре 2005 после 6 месяцев отсутствия активности в проекте |
| Convert            |      | dormant | нет                | Конвертация объектов одного типа в другой. Переведен в dormant в сентябре 2005. |
| Events             |      | dormant | нет                | Запуск и обработка событий. Декораторы над классами Java Collections Framework, которые также запускают события. Переведен в dormant в сентябре 2005. |
| Feedparser         |      | dormant | нет                | Парсер лент типа RSS, Atom и т. п. Переведен в dormant из proper в январе 2006 |
| Filters            | нет  | dormant | нет                | Сервлетные фильтры разного назначения для веб-приложений. Используют Servlet 2.3 API. Могут быть подключены в веб-приложения, как плагины. Переведен в dormant в сентябре 2005. |
| Grant              | нет  | dormant | нет                | Небольшой набор хаков для Ant, чтобы лучше/иначе управлять путями и опциями. Переведен в dormant в сентябре 2005 |
| Http               | нет  | dormant | нет                | Содержит простые утилиты для работы с протоколом HTTP (детектор браузера, парсер заголовка). Переведен в dormant в сентябре 2005. |
| Jex                | нет  | dormant | нет                | Механизм плагинов для интерпретаторов языков выражений. Изначально включает два языка: JXPath и Bexl. Переведен в dormant в сентябре 2005. |
| JJar               |      | dormant | нет                | Jakarta JAR Archive Repository. Попытка создать сервис наподобие CPAN для Java-сообщества. Состоит из 2-х частей: распределённый репозиторий и набор инструментов для работы с репозиториями и управления пакетами. Переведен в dormant в сентябре 2005. |
| JPath              | нет  | dormant | нет                | Механизм для использования языка XPath с графами обыкновенных объектов (JavaBeans, коллекции (контейнеры), массивы, объекты map и примитивные значения. Опирается на JAXP и реализацию интерпретатора XPath. Переведен в dormant в сентябре 2005. |
| Jrcs               | нет  | dormant | нет                | Java RCS Tools. Парсинг и манипулирование файлами-архивами RCS наподобие Revision Control System и Concurrent Versions System. Зависит от пакета ORO. Пакетом занимался только один разработчик, который так и не смог создать для него сайт, привлечь новых участников, завершить разработку и выпустить релиз. В августе 2005 Jrcs официально перешёл в Codehaus , откуда он потом бесследно исчез, а кодовая база на сайте ASF переведена в Dormant. |
| Jux                | нет  | dormant | нет                | Commons JUnit Extensions. Предназначен для создания тестов. Зависит от junit. Переведен в dormant в сентябре 2005. |
| Latka              |      | dormant | нет                | Инструмент функционального тестирования HTTP, использующий XML для задания тестов. Для автоматизированного QA. Переведен в dormant в марте 2006 |
| Mapper             |      | dormant | нет                | Общий интерфейс (мост) над технологией маппирования Java-объектов, выбранной проектом. Поддерживает техники: JDBC, JDO, EJB, Hibernate, iBatis, XML. Переведен в dormant в сентябре 2005 |
| Messenger          |      | dormant | нет                | Фреймворк для облегчения работы с Java Message Service. Переведен в dormant в сентябре 2005 |
| Periodicity        | нет  | dormant | нет                | Построенная на веб-интерфейсе календарная система. Переведена в dormant в сентябре 2005 |
| Reflect            | нет  | dormant | нет                | Java Reflection Framework. API для доступа к классам, методам и членам динамически во время исполнения. Переведен в dormant в сентябре 2005 |
| Resources          |      | dormant | нет                | Легковесный фреймворк для определения и поиска локализованных строк, завязанных на java.util.Locale. Переведен в dormant в марте 2006 г. |
| Rupert             | нет  | dormant | нет                | Набор утилит для использования в разработке веб-приложений на основе сервлетов. Переведен в dormant в сентябре 2005 |
| Scaffold           |      | dormant | нет                | Тулкит для построения веб-приложений. Переведен в dormant в сентябре 2005 |
| Services           | нет  | dormant | нет                | Service Manager. Универсальный мост, соединяющий центральное приложение (например, Jakarta Struts) с внешними модулями. Переведен в dormant в сентябре 2005 |
| Servlet            | нет  | dormant | нет                | Утилиты для разработки сервлетов. Переведен в dormant в декабре 2005 |
| Simplestore        | нет  | dormant | нет                | Интерфейс для хранения и извлечения объектов. Переведен в dormant в сентябре 2005 |
| Tbm                | нет  | dormant | нет                | Thread Benchmark. Фреймворк для тестирования многопоточных приложений. Поиск узких мест многопоточности (threading bottlenecks) и синхронизации (synchronization bottlenecks). Переведен в dormant в сентябре 2005 |
| Test               | нет  | dormant | нет                | Утилиты для тестирования. Переведен в dormant в сентябре 2005 |
| Threading          | нет  | dormant | нет                | Утилитные классы и интерфейсы для координации и коммуникации потоков между собой в многопоточных серверных приложениях. Переведен в dormant в сентябре 2005 |
| ThreadPool         |      | dormant | нет                | Фреймворк для работы с пулами потоков и асинхронного выполнения задач. Вытеснен библиотекой Доуга Леа util.concurrent, предшественником пакета java.util.concurrent, входящего в состав JDK. Переведен в dormant в сентябре 2005 |
| Transaction        | нет  | dormant | 2004-12-15, v1.0   | Утилитные классы для транзакционного программирования на Java (многоуровневые блокировщики, коллекции, транзакционный доступ к файлам). В марте 2010 основной разработчик отказался от продолжения работы над проектом, обосновав это тем, что, по его мнению, невозможно построить транзакционную файловую систему поверх обычной. Переведен в dormant в апреле 2010 Transaction — это первый компонент Commons, который был переведен в dormant из секции proper, то есть компонент, имеющий релизы. До него в dormant переводились только компоненты из sandbox. |
| Workflow           |      | dormant | нет                | Компонент для связи компонентов и модулей Java-приложения при помощи скриптов (концепция «Композиция» приложения). Переведен в dormant в сентябре 2005 |
| Xmlio              |      | dormant | нет                | Импортирование/экспортирование XML в/из Java-приложений. Переведен в dormant в сентябре 2005 |
| Xmlunit            | нет  | dormant | нет                | Переведен в dormant в сентябре 2005 |
| Xo                 | нет  | dormant | нет                | Компонент Apache Turbine. Переведен в dormant в сентябре 2005 |

## Распространение
Согласно утверждению Гийома Руссо (директор компании Antelink, поддерживающей Antepedia, крупнейший онлайн-справочник и поисковик компонентов с открытым исходным кодом), 3 % программного обеспечения с открытым исходным кодом используют библиотеки Apache Commons. В пятёрку самых популярных компонентов входят компоненты Logging, Collections, Lang, BeanUtils, Httpclient.
По статистике сайта AppBrain.com (онлайн-библиотека приложений Android), компоненты Apache Commons Codec и IO используются более чем в 1 % приложений на платформе Android, а Logging и Lang использует более 0,5 % приложений Android.
Библиотека Apache Commons Math была выбрана в 2011 году французским космическим агентством CNES (Centre National d'Études Spatiales) в качестве базиса для разработки динамичных систем космических полётов, известных как проект Сириус (Sirius).